# Stazione di Fujino-Ushijima
La stazione di Fujino-Ushijima (藤の牛島駅?, Fujino-Ushijima-eki) è una stazione ferroviaria situata nella città giapponese di Kasukabe della prefettura di Saitama, ed è servita dalla linea Tōbu Noda delle Ferrovie Tōbu.

## Linee
Ferrovie Tōbu
● Linea Tōbu Noda

## Struttura
La stazione è realizzata in superficie, con due marciapiedi laterali e due binari passanti. Il secondo binario è raggiungibile da un sottopassaggio, mentre l'ascensore dispone di una passerella apposita in superficie.
| 1 | ● Linea Tōbu Noda | per Kasukabe, Iwatsuki e Ōmiya                           |
| 2 | ● Linea Tōbu Noda | per Nodashi, Kashiwa, Mutsumi, Shin-Kamagaya e Funabashi |

## Stazioni adiacenti
| «          | Servizio   | »              |
| Linea Noda | Linea Noda | Linea Noda     |
| ---------- | ---------- | -------------- |
| Kasukabe   | Locale     | Minami-Sakurai |